# Erimena
Erimena fue un rey Urartu entre 625 y 605 a. C.
Probablemente, hijo de Sardur III y sucesor de Sardur IV (aunque de acuerdo a otra teoría, sería uno de los hermanos de Rusa II).
En el 609 a. C. sufre el ataque de Babilonia. Las crónicas babilónicas mencionan una expedición a la región montañosa de Bit Hanounia durante el reinado de Nabopolassar (626-605 a. C.).